# 全国農業担い手サミット
全国農業担い手サミット（ぜんこくのうぎょうにないてサミット）は、日本において、意欲ある農業者が一堂に会し、日本の農業経営の現況や課題についての認識を深めるとともに、相互研鑽・交流を行うことを目的に、一般社団法人全国農業会議所が主催し、1998年度（平成10年度）から毎年度、各県持ち回りで開催されている行事である。
また、この行事には2018年までは皇太子・同妃雅子の臨席が慣例となっていたが、2019年以降は寬仁親王妃信子の臨席が予定されている。

## 概要
以下、農林水産省公式ウェブサイトより。

### 全国優良経営体表彰
また、2017年度（平成29年度）の農林水産大臣賞は、10月に高知県で開催された全国農業担い手サミットにおいて授与された。

## 過去の開催地
| 回 | 年                                   | 開催地           |
| -- | ------------------------------------ | ---------------- |
| 01 | 1998年（平成10年）11月11日～11月12日 | 山形県酒田市     |
| 02 | 1999年（平成11年）11月11日～11月12日 | 岩手県北上市     |
| 03 | 2000年（平成12年）11月27日～11月28日 | 熊本県熊本市     |
| 04 | 2001年（平成13年）11月01日～11月02日 | 福岡県北九州市   |
| 05 | 2002年（平成14年）10月30日～10月31日 | 茨城県水戸市     |
| 06 | 2003年（平成15年）10月22日～10月23日 | 岐阜県高山市     |
| 07 | 2004年（平成16年）09月21日～09月22日 | 静岡県浜松市     |
| 08 | 2005年（平成17年）10月27日～10月28日 | 福島県郡山市     |
| 09 | 2006年（平成18年）10月26日～10月27日 | 長崎県長崎市     |
| 10 | 2007年（平成19年）10月25日～10月26日 | 栃木県宇都宮市   |
| 11 | 2008年（平成20年）11月13日～11月14日 | 三重県伊勢市     |
| 12 | 2009年（平成21年）11月17日～11月18日 | 埼玉県さいたま市 |
| 13 | 2010年（平成22年）11月09日～11月12日 | 島根県出雲市     |
| 14 | 2011年（平成23年）11月15日～11月16日 | 長野県松本市     |
| 15 | 2012年（平成24年）10月31日～11月01日 | 秋田県秋田市     |
| 16 | 2013年（平成25年）10月30日～10月31日 | 石川県金沢市     |
| 17 | 2014年（平成26年）11月13日～11月14日 | 兵庫県神戸市     |
| 18 | 2015年（平成27年）11月10日～11月11日 | 宮崎県宮崎市     |
| 19 | 2016年（平成28年）11月10日～11月11日 | 岐阜県岐阜市     |
| 20 | 2017年（平成29年）10月24日～10月25日 | 高知県高知市     |
| 21 | 2018年（平成30年）11月8日～11月9日   | 山形県山形市     |
| 22 | 2019年（令和元年）                   | 静岡県           |